# Итапекуру-Мирин

Итапекуру-Мирин на карте штата.

Итапекуру-Мирин (порт. Itapecuru Mirim) — муниципалитет в Бразилии, входит в штат Мараньян. Составная часть мезорегиона Север штата Мараньян. Входит в экономико-статистический микрорегион Итапекуру-Мирин. Население составляет 62 110 человек на 2010 год. Занимает площадь 1471,438 км². Плотность населения — 42,21 чел./км².

## Демография
Согласно сведениям, собранным в ходе переписи 2010 г. Национальным институтом географии и статистики (IBGE), население муниципалитета составляет:
| Полное население                               | Полное население                               | Полное население                               | Полное население                               | 62 110 |
| ---------------------------------------------- | ---------------------------------------------- | ---------------------------------------------- | ---------------------------------------------- | ------ |
| в том числе:                                   | Городское население                            | 34 668                                         | Процент городского населения, %                | 55,82  |
|                                                | Сельское население                             | 27 442                                         | Процент сельского населения, %                 | 44,18  |
|                                                | Мужское население                              | 31 025                                         | Процент мужского населения, %                  | 49,95  |
|                                                | Женское население                              | 31 085                                         | Процент женского населения, %                  | 50,05  |
| Плотность населения, чел/км²                   | Плотность населения, чел/км²                   | Плотность населения, чел/км²                   | Плотность населения, чел/км²                   | 42,21  |
| Население муниципалитета в % к населению штата | Население муниципалитета в % к населению штата | Население муниципалитета в % к населению штата | Население муниципалитета в % к населению штата | 0,94   |

По данным оценки 2016 года, население муниципалитета составляет 66 433 жителя.

## История
Город основан 21 июля 1870 года. 

## Статистика
- Валовой внутренний продукт на 2003 год составляет 71 778 590,00 реалов (данные: Бразильский институт географии и статистики).
- Валовой внутренний продукт на душу населения на 2003 год составляет 1412,38 реалов (данные: Бразильский институт географии и статистики).
- Индекс развития человеческого потенциала на 2000 год составляет 0,609 (данные: Программа развития ООН).